# Lada-Vaz Niva
La Lada Niva (in russo Лада Нива? codice VAZ 2121) è un veicolo fuoristrada, adatto anche per l'uso su strada e percorsi cittadini, prodotto dalla casa automobilistica russa Lada negli stabilimenti di Togliatti dal 5 aprile 1977. Nel corso degli anni alla classica versione 3 porte era stata affiancata anche la cabrio 2 porte con capote in tela ripiegabile, mentre in Russia la Niva è disponibile anche nella versione a passo lungo e carrozzeria 5 porte e in diverse versioni pick-up.

## Storia e sviluppo
La progettazione della "Niva" (codice VAZ 2121 secondo la nomenclatura AvtoVAZ) iniziò nel 1971: a guidare lo sviluppo vi era l’ingegnere Pëtr Michailovič Prusov mentre lo stile venne affidato al designer Valerij Pavlovič Semuškin. Il nome “Niva” in italiano significa “Campo”.

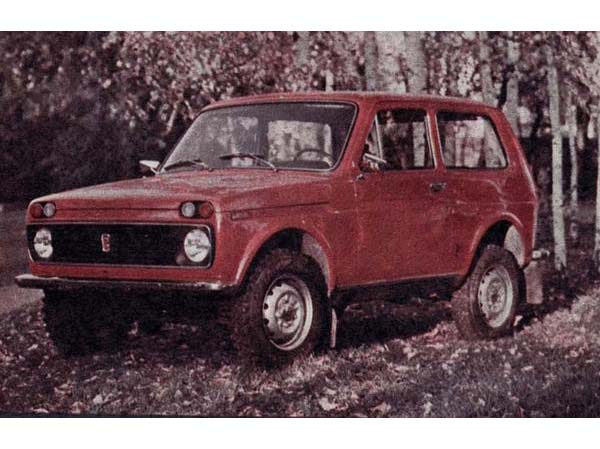
Un prototipo di Niva

Il prototipo definitivo fu presentato ufficialmente il 24 febbraio 1976, al XXV Congresso del Partito Comunista dell'Unione Sovietica, immediatamente avviando una produzione sperimentale di 150 esemplari al mese, allo scopo di mettere a punto le linee di montaggio ed eventuali difetti costruttivi della vettura. La produzione del modello di serie parte il 5 Aprile 1977 nello stabilimento di Togliatti.
La Niva si impose su diversi mercati (in Europa ebbe grande successo commerciale soprattutto in Francia): il motore Fiat 1.6, lo stesso della Žiguli, era ancora, all'epoca della presentazione, un motore brillante e moderno; gli iniziali problemi di giochi nella trasmissione e di consumi eccessivi furono attenuati con il passare degli anni.
La Niva fu equipaggiata, nel 1984, anche con un motore Diesel Peugeot 1.9 aspirato (circa 69 cavalli).
Nel 1993 la Niva viene leggermente rivista nella meccanica, con un motore dotato di iniezione single-point ed aumentato a 1.700 cm³, nonché ridisegnata nella zona posteriore, con un nuovo portellone e nuovi fari.
L'attuale versione, commercializzata in Italia dal 2001 ad oggi, monta l'identico propulsore di 1.700 cm³, modificato nell'iniezione (ora multi-point) e adeguato ai nuovi standard europei, disponibile anche con alimentazione Dual Fuel benzina-GPL con impianto Stargas Polaris.
Il progetto della Niva era assai innovativo per l'epoca perché giungeva ad unire caratteristiche proprie dell'attuale categoria delle Sport Utility Vehicles (la scocca portante, sebbene di tipo fuoristradistico uniframe, e la trazione integrale permanente ottenuta con differenziale centrale, all'epoca in uso solo sulla Range Rover e poche altre) con caratteri da offroader pura (ridotte, ponte rigido posteriore, blocco manuale e totale del terzo differenziale, notevoli angoli caratteristici, passo molto corto), con in più la peculiarità assoluta della indipendenza del sistema riduttore-blocco differenziale, così da permettere l'inserimento delle ridotte anche senza aver bloccato il differenziale e viceversa, garantendo così la massima direzionalità possibile. Una soluzione, quest'ultima, che a tutt'oggi può essere vanto di pochissime fuoristrada (Land Rover, Toyota Land Cruiser e Mercedes-Benz Classe G).

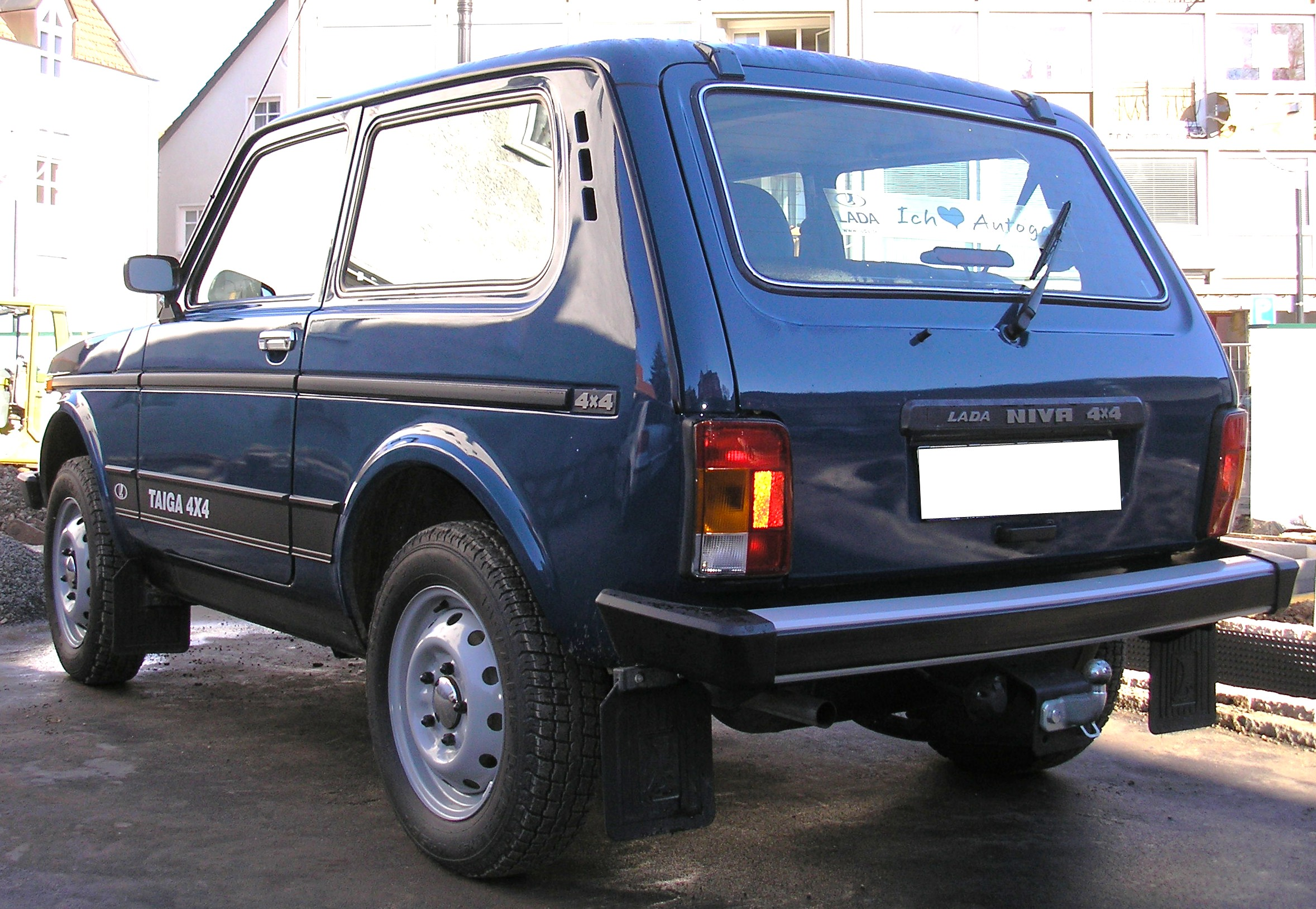
vista posteriore della Niva dopo il restyling

Nel 2005 i diritti dello storico nome “Niva” sono stati ceduti alla Chevrolet (gruppo GM) nell’ambito di una joint venture tra la AvtoVAZ e il gruppo americano GM che ha portato alla realizzazione di una nuova fuoristrada per il mercato russo denominata Chevrolet Niva; di conseguenza la Lada ha ribattezzato la storica vettura, rimasta in produzione, con la denominazione di Lada 4x4 mentre nel resto dell'Europa continuò ad essere venduta come Niva.

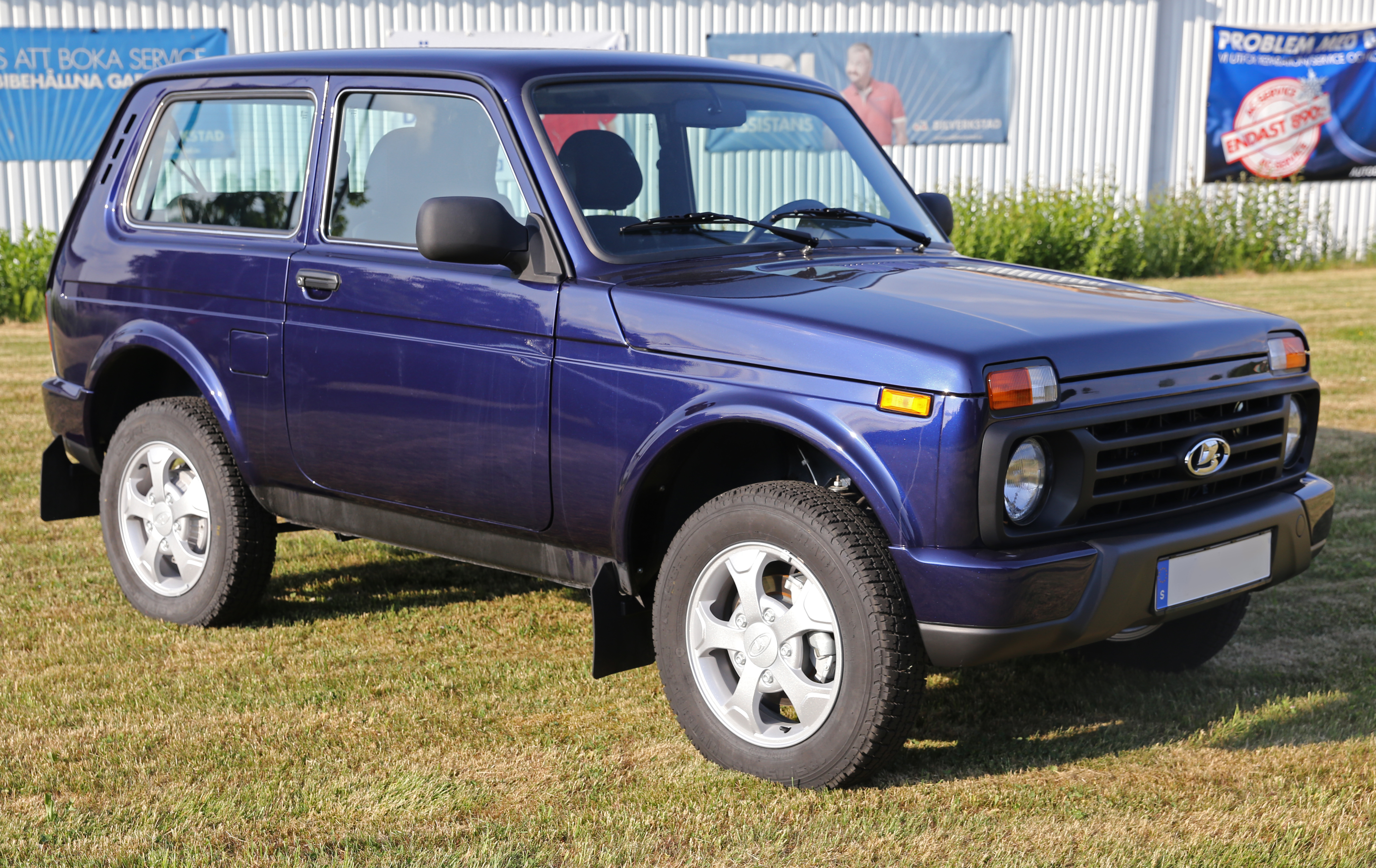
Lada Niva Urban 2016

Il 12 maggio 2013 è stata festeggiata la produzione a Togliatti di due milioni di esemplari. La produzione totale invece è pari a oltre 2,2 milioni di Niva conteggiando anche le circa 200.000 vetture assemblate fuori dalla Russia (nello specifico in Grecia, Ucraina, Kazakistan, Ecuador e Sud America)
Nel 2014, in occasione del salone automobilistico di Mosca, a distanza di trentasette anni dall'inizio della produzione, la Niva ha beneficiato di alcuni aggiornamenti stilistici come una nuova griglia, il paraurti in tinta con la carrozzeria e nuovi cerchi da 17". Denominata Urban, era dotata di una strumentazione di bordo più fornita rispetto alle versioni precedenti, mentre dal punto di vista meccanico non vi furono novità.
Il 5 aprile 2017 la casa madre festeggia i 40 anni della Niva con eventi commemorativi in Russia che hanno raggruppato numerosi fan club anche esteri del modello. La casa inoltre comunica di aver prodotto oltre 2,5 milioni di esemplari di Niva da 1977, di cui circa 530.000 esportati al di fuori della Russia.
Nel fine 2018 in Russia viene presentata la versione Bronto caratterizzata da assetto rialzato, paraurti specifici in plastica grezza, scudi paracolpi lungo la carrozzeria e barre sul letto. La gamma esportata in Europa dal giugno 2019 viene omologata secondo la nuova normativa Euro 6D-Temp.
Alla fine del 2020 la AvtoVAZ riacquista lo storico nome “Niva” dalla General Motors e dal gennaio 2021 la vettura cambia denominazione da Lada 4x4 a Lada Niva Legend. In occasione del cambio di denominazione viene anche migliorata l’insonorizzazione della vettura adottando nuovi pannelli fonoassorbenti nel sottoscocca.
Nel 2022, dopo la cessione da parte del socio di maggioranza Renault del 67,69% di partecipazione a Nami, per la somma di un rublo e con l’opzione di ricomprare entro sei anni dall’accordo, viene presentata la versione Lada Niva Legend Classic '22 dotata di motore aspirato da 1,7 litri da 83 CV con cambio manuale a cinque rapporti e sistema 4WD permanente.

## Evoluzione tecnica

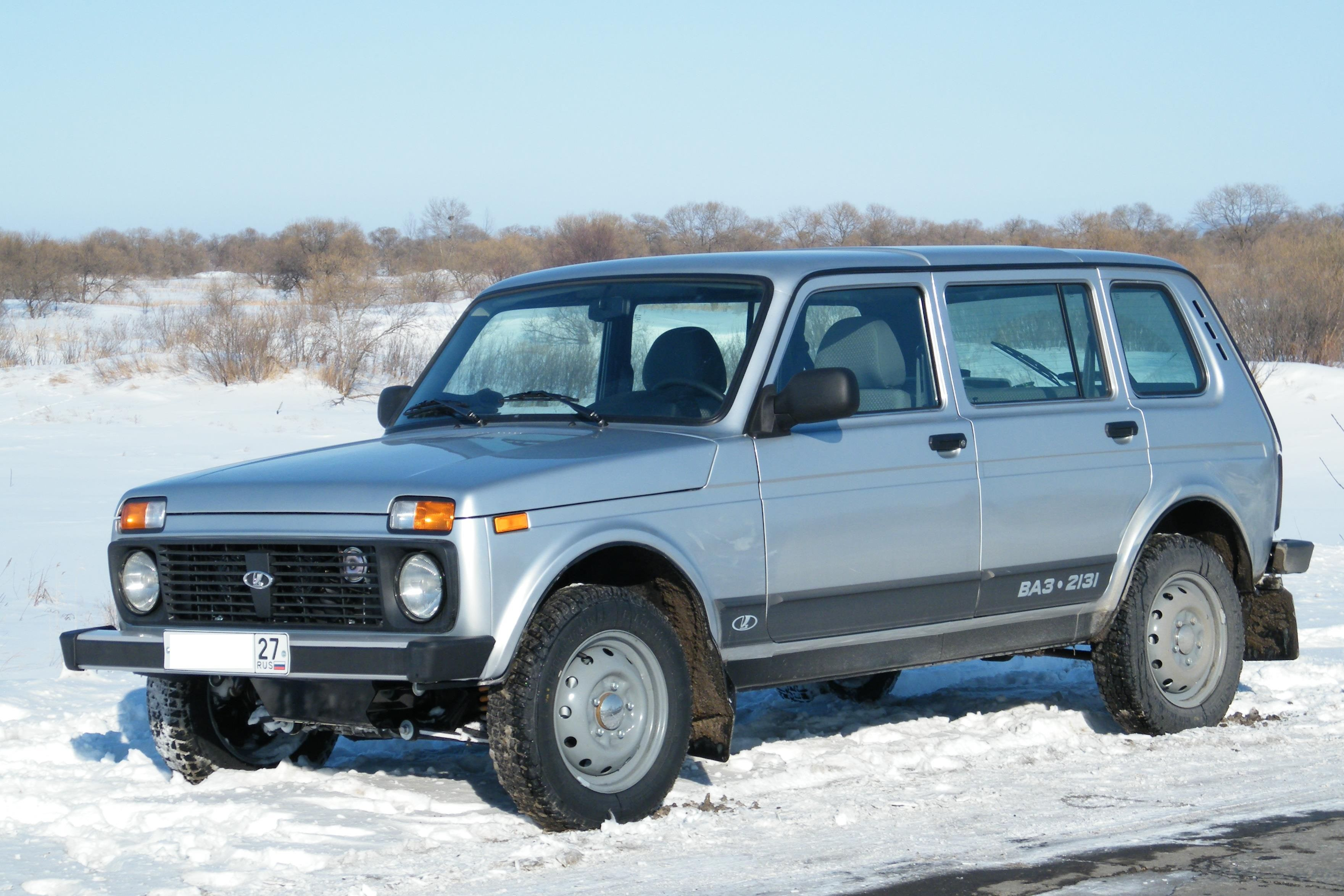
Lada Niva a passo lungo 5 porte (VAZ 2131)

- Propulsore: Inizialmente un 1.6 OHV di derivazione FIAT, a carburatore, monoalbero a camme in testa, con distribuzione a catena. Si tratta della stessa unità montata in Casa Fiat per la prima volta nel 1963, sul modello Fiat 1500 con distribuzione monoalbero a camme laterale con aste e bilancieri, e poi adattata nelle sue varianti a numerosi modelli fino al 1981; dal 1992 al 1996 è stato dotato di carburatore elettronico; dal 1997 al 2002 è stato adottato il 1.7 ad iniezione elettronica monopoint elaborato sullo stesso schema del Fiat SOHC; negli anni successivi fino ad ora il medesimo 1.7 ad iniezione multipoint. In alcuni mercati europei è comparso parallelamente alle altre motorizzazioni un 1.9 diesel aspirato Peugeot, ora non più commercializzato in UE.
- Trasmissione: Fino al 1996 tramite giunto cardanico, dal 1996 è stato adottato il giunto omocinetico, allo scopo di incrementare silenziosità e resistenza e di ridurre vibrazioni e manutenzione. Dopo il 2002 è dotata di semiassi con millerighe di diametro maggiorato, da 27 mm anziché da 24 mm.
- Telaistica: Dopo il 1996 è stato allungato il passo allo scopo di migliorare le caratteristiche dinamiche.
- Estetica: Nel 1993 è stato introdotto un nuovo disegno del cruscotto e un nuovo disegno del bagagliaio, con apertura a raso, allo scopo di agevolare il carico, e dei fari posteriori, verticali e non più orizzontali in risposta al nuovo disegno del bagagliaio; Nel 2015 viene introdotta la versione City, che si differenzia per i fascioni paraurti integrati nella carrozzeria, calandra leggermente rivista, cerchi in lega in luogo di quelli tradizionali e specchietti retrovisori più integrati alla carrozzeria e portapacchi cromato integrato sul tettuccio.

## Particolarità varie
- Prima del crollo dell'Unione Sovietica la Niva veniva fornita di una cospicua dotazione di attrezzi, custoditi in un astuccio di cuoio. La dotazione comprendeva: 2 cacciacopertoni, una pompa per gonfiare le gomme (a camera d'aria), una lampadina di emergenza da collegare nell'apposita presa sita nel vano motore, un manometro, una limetta e un calibro per puntine platinate e candele, un set di chiavi inglesi, una pinza, cacciaviti e una manovella per l'avviamento manuale.
- La manovella per l'avviamento manuale, che agevolava la partenza nei climi artici, è scomparsa a partire dalle versioni ad iniezione elettronica, tuttavia ancora nella prime 1.7 SPI è possibile trovare nella scocca il caratteristico foro d'inserimento, situato proprio sotto il paraurti anteriore.

## Modelli derivati
Utilizzando come base il propulsore della Niva, nel 2014 l'azienda Aton sviluppò il fuoristrada anfibio Impulse Viking 2992.

## Attività sportiva
La Lada Niva vanta una costante presenza nella Parigi-Dakar nelle edizioni tra il 1979 e il 1985, con la presenza di ben 81 equipaggi, che la collocavano al 2º posto come presenza di marchio. Tra il 1981 e il 1983 si collocò sempre ai primi tre posti in classifica assoluta, guidata dal pilota francese Jean Claude Briavoine.

## Prestazioni fuoristrada
- Angoli di entrata, uscita, dosso: 40º/32º/40º
- Altezza minima da terra: 22 cm
- Pendenza max. superabile: 30º/58% (col massimo carico), 45º/100% col solo guidatore
- Rapporto riduttore: 2,13
- Guado: 50 cm
- Escursione anteriore: 42 cm
- " posteriore: 45 cm
- " twist: 32 cm
- Angolo ribaltamento: 45º
- Gradino: 40 cm

## Veicoli derivati
In seguito alla joint-venture con la General Motors, dal 1998 viene prodotta anche una versione marchiata Chevrolet, con linee e interni rivisti, così come alcune parti meccaniche.